# (5472) 1988 RR
Az (5472) 1988 RR a Naprendszer kisbolygóövében található aszteroida. Ueda és Kaneda fedezte fel 1988. szeptember 13-án.